# The Star Boarder
 The Star Boarder és una comèdia burlesca amb Charles Chaplin dirigida el 1914 per George Nichols.

## Argument
Charlie sedueix la patrona d'un restaurant davant els nassos del seu marit.

## Repartiment
- Charles Chaplin
- Minta Durfee
- Edgar Kennedy
- Gordon Griffith
- Alice Davenport